# Эдита из Эйлсбери
Эдита (англ. Edith; умерла ок. 650) — дева из Эйлсбери. День памяти — 18 июня (по иным сведениям — 18 июля).
Святая Эдита, дева, принцесса, была, предположительно, дочерью короля Мерсийского Пенды. Вместе со своей сестрой, св. Эдбургой, она основала маленький монастырь в Эйлсбери. Они были племянницами св. Оситы.